# Prémilhat
 Prémilhat  là một xã ở tỉnh Allier thuộc miền trung nước Pháp.